# Diastylis tricincta
Diastylis tricincta är en kräftdjursart som först beskrevs av John Todd Zimmer 1903.  Diastylis tricincta ingår i släktet Diastylis och familjen Diastylidae. Inga underarter finns listade i Catalogue of Life.